# Њујоршки метро
Њујоршка подземна железница (енгл. New York City Subway) је систем масовног јавног превоза подземном железницом. То је један од највећих система тог типа на свету. Систем званично има 468 станица са укупном дужином пруге од 1056 km. Иако се у имену система налази “подземна”, 40% линија је изнад земље. Постоје 24 активне линије. Систем годишње превезе око 1,3 милијарди људи.
Њујоршка подземна железница је у власништву града Њујорк Сити и у закупу Транзитне управе Њујорк Ситија, придружене агенције Метрополитанске транспортне управе (МТА) под државном управом. Овај метро је отворен 27. октобра 1904. године. Подземна железница Њујорка је један од најстаријих система јавног превоза на свету, један од највише коришћених, као и систем са највише станица. Њујоршка подземна железница има 472 станице у употреби (424 ако се станице повезане трансферима рачунају као појединачне станице). Станице су лоциране у општинама Менхетн, Бруклин, Квинс и Бронкс.
Систем је вршио 24/7 службу сваког дана у години (изузев хитних случајева и катастрофа) током већег дела своје историје; од 6. маја 2020. привремено је затворен за јавност током касних ноћи ради дезинфекције возова и станица због пандемије Ковида-19 у Њујорку. Према годишњем промету, метро у Њујорку је најпрометнији систем брзог транзита и на западној хемисфери и у Западном свету, као и девети по промету брзи транзитни железнички систем на свету.] У 2017. години метро је испоручио преко 1,72 милијарде вожњи, просечно око 5,6 милиона дневних вожњи радним данима и комбинованих 5,7 милиона вожњи сваког викенда (3,2 милиона суботом, 2,5 милиона недељом). Дана 23. септембра 2014. године, више од 6,1 милиона људи возило се системом подземне железнице, успостављајући највиши промет у једном дану од почетка редовног надзора промета 1985. године.
Систем је такође један од најдужих на свету. Свеукупно, систем садржи 248 mi (399 km) рута, што прелази у 665 mi (1.070 km) приходских колосека и укупно 850 mi (1.370 km), укључујући неприходске колосеке. Од 28 рута или „сервиса“ система (који обично деле колосеке или „линије“ са другим сервисима), 25 пролази кроз Менхетн, изузетак су воз G, Франклин авенијешатл  и Рокавеј Парк шатл. Велики делови подземне железнице изван Менхетна су повишени, на насипима или у отвореним усецима, а неколико деоница пруге пролази у нивоу тла. Укупно је 40% колосека изнад земље. Многе линије и станице имају експресне и локалне услуге. Ове линије имају три или четири колосека. Обично два спољна користе локални возови, док унутрашњи један или два користе експресни возови. Станице које опслужују брзе возове су обично главне прелазне тачке или одредишта.
Према подацима из 2018, буџетско оптерећење подземне железнице Њујорка износило је 8,7 милијарди долара, подржано наплатом возарина, путарина и наменским регионалним порезима и таксама, као и директним финансирањем државних и локалних влада. Од 2020. његова стопа перформанси временске поузданости била је 89% током радних дана.

## Галерија
- Улаз у једну од станица
- Воз на станици Парк плејс
- Унутрашњост празног воза